# Ильинское сельское поселение (Советский район)
Ильинское сельское поселение — муниципальное образование в составе Советского района Кировской области.
Административный центр — село Ильинск.

## История
Ильинское сельское поселение образовано 1 января 2006 года согласно Закону Кировской области от 07.12.2004 № 284-ЗО.

## Население
| 2010  | 2012  | 2013  | 2014  | 2015  | 2016  | 2017  |
| ----- | ----- | ----- | ----- | ----- | ----- | ----- |
| 1223  | ↘1218 | ↘1217 | ↘1199 | ↗1205 | ↘1183 | ↘1161 |
| 2018  | 2019  | 2020  | 2021  |       |       |       |
| ↗1162 | ↘1136 | ↘1103 | ↘931  |       |       |       |

## Состав сельского поселения
| №  | Населённый пункт | Тип населённого пункта       | Население |
| -- | ---------------- | ---------------------------- | --------- |
| 1  | Атары            | деревня                      | 22        |
| 2  | Большая Белая    | деревня                      | 0         |
| 3  | Голомидово       | деревня                      | 44        |
| 4  | Журавли          | деревня                      | 0         |
| 5  | Зеленовщина      | деревня                      | 0         |
| 6  | Ильинск          | село, административный центр | 794       |
| 7  | Косогор          | деревня                      | 1         |
| 8  | Криволапотное    | деревня                      | 8         |
| 9  | Луговая          | деревня                      | 84        |
| 10 | Челка            | деревня                      | 270       |